# Сборная СНГ по хоккею с шайбой
| Сборная СНГ по хоккею                                   |
| ------------------------------------------------------- |
|                                                         |
| Ассоциация                                              |
| Ассоциация Федераций хоккея стран СНГ                   |
| Наибольшее количество игр                               |
| Наибольшее количество голов                             |
| Николай Борщевский, Андрей Хомутов — 7                  |
| Первая игра                                             |
| Австрия 2 — 7 СНГ (Фельдкирх, Австрия; 19 января 1992)  |
| Последняя игра                                          |
| Канада 1 — 3 СНГ (Альбервиль, Франция; 23 февраля 1992) |
| Крупнейшая победа                                       |
| СНГ 8 — 0 Франция (Мерибель, Франция; 14 февраля 1992)  |
| Крупнейшее поражение                                    |
| Швейцария 3 — 0 СНГ (Фрибур, Швейцария; 4 февраля 1992) |

Сборная СНГ по хоккею с шайбой (Объединённая команда по хоккею с шайбой) — сборная, участвовавшая после распада СССР на одном официальном турнире — на Олимпийских играх 1992 года, где заняла первое место. 

## История

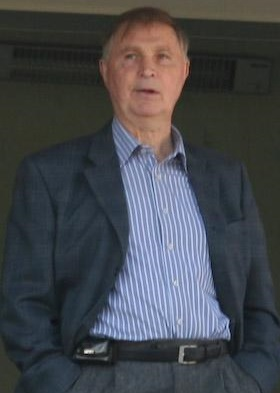
Виктор Тихонов — главный тренер сборной СНГ

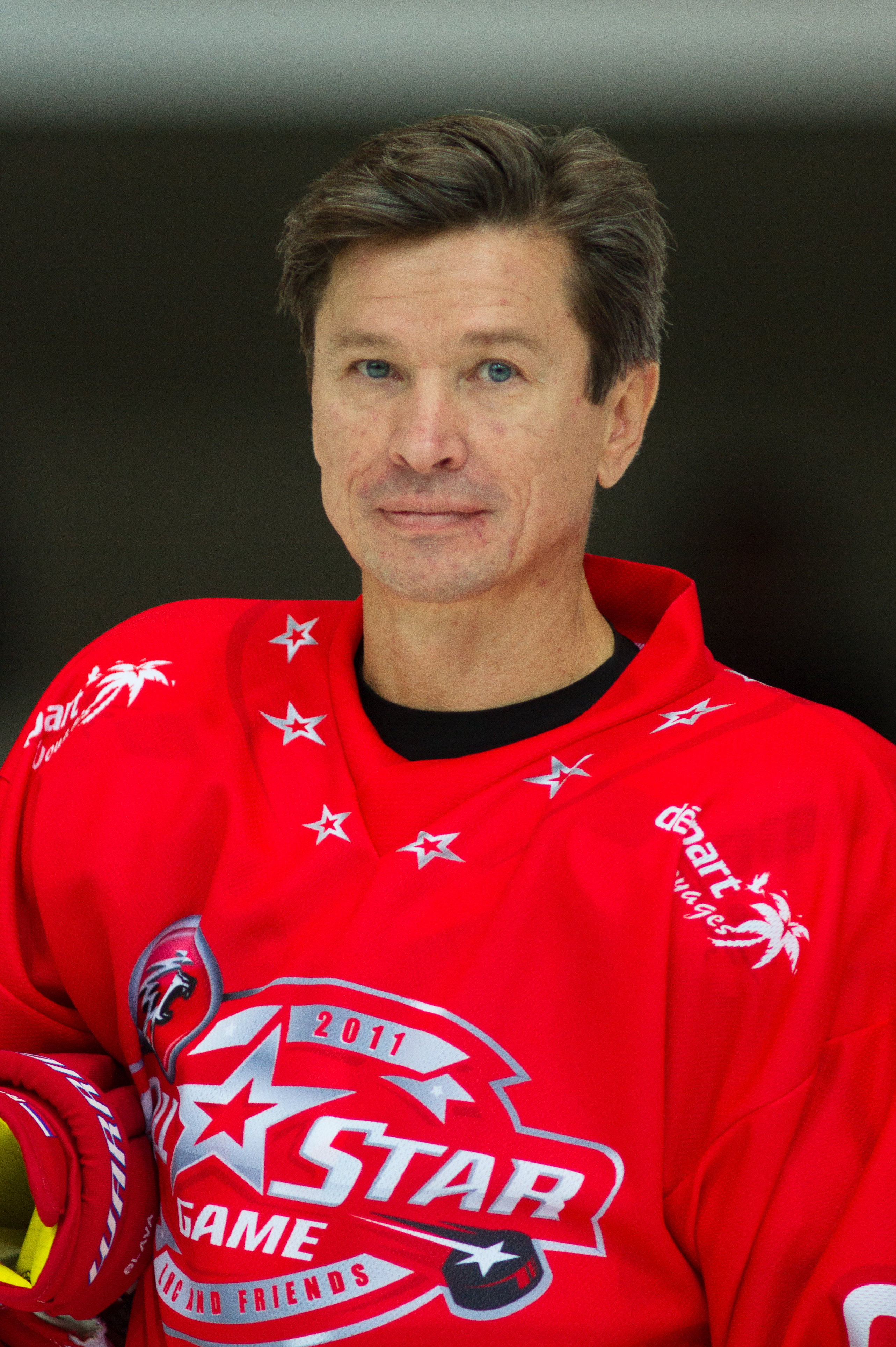
Вячеслав Быков — капитан сборной СНГ

В декабре 1991 года распад Советского Союза был зафиксирован Беловежскими соглашениями и бывшие союзные республики начали налаживать самостоятельную жизнь. Однако, уже в феврале 1992 года начинались Зимние Олимпийские игры в Альбервиле, а новообразованные постсоветские государства, за исключением отделившихся ранее прибалтийских, не успевали создать свои спортивные команды для участия в Олимпиаде. Таким образом, для участия в Играх на базе советской сборной было решено создать так называемую «Объединённую команду» (также широкое распространение получило название «Сборная СНГ»), частью которой была и хоккейная команда. Главным тренером хоккейной сборной был назначен Виктор  Тихонов, тренерами — Игорь Дмитриев и Владимир Юрзинов, тренером-начальником — Роберт Черенков. Символами сборной на Олимпийских играх были Олимпийский флаг и Олимпийский гимн.
Сборной не удалось собрать сильнейший состав: тяжёлая экономическая ситуация в стране в конце 1980-х — начале 1990-х годов привела к массовому отъезду советских хоккеистов за рубеж, прежде всего в клубы НХЛ, а Национальная хоккейная лига в то время не прерывала свой чемпионат на время проведения Олимпиады. Таким образом, рассчитывать тренеры Объединённой команды могли лишь на тех, кто играл в клубах постсоветских государств и в европейских первенствах. Тренерский штаб был вынужден привлечь в команду несколько молодых игроков, ранее выступавших только за молодёжные сборные, — Юшкевича, Зубова, Ковалёва, Каспарайтиса и Хабибулина. В этой ситуации Тихонов сделал ставку на блочный принцип комплектования команды, взяв по тройке нападения из ЦСКА, «Динамо» и «Спартака». Первую, ударную тройку составили приехавшие из швейцарского «Фрибура» Хомутов и Быков, к которым был добавлен Юрий Хмылёв из «Крыльев Советов». Капитаном стал Вячеслав Быков
Сборная СНГ не входила в число главных фаворитов олимпийского турнира. По воспоминаниям Роберта Черенкова, Госкомспорт не рассчитывал на успешное выступление и в качестве задачи на турнир было заявлено попадание в число призёров, а не победа в турнире, что было обычной целью для советских хоккеистов.
Перед Олимпиадой команда отправилась в Австрию, где провела пять товарищеских встреч, в которых одержала четыре победы. Сенсационным стало поражение со счётом 0-3 от швейцарцев, которые в те времена не считались серьёзным соперником для ведущих хоккейных сборных. Впрочем, через несколько дней встретившись со швейцарской командой в первом матче олимпийского турнира, сборная СНГ взяла убедительный реванш, победив 8-1. В групповом турнире хоккеисты сборной СНГ заняли второе место, в упорной борьбе проиграв чехословакам (3-4) и победив канадцев (5-4), а также, помимо швейцарцев, разгромив Норвегию (8-1) и Францию (8-0). В четвертьфинале Объединённая команда довольно легко одолела финнов (6-1). Полуфинал получился более упорным, но забросив в третьем периоде три шайбы, сборная СНГ одержала уверенную победу над США (5-2). В финале Объединённую команду ждала Канада. Победив со счётом 3-1, сборная СНГ завоевала золотые медали Олимпийских игр.
За первое место игрокам и членам административно-тренерского штаба сборной СНГ полагалась премия в размере трёх тысяч долларов каждому. Однако после полуфинальной игры она была увеличена до шести тысяч, о чём, правда, по решению руководства команды, игрокам было сообщено уже после победы в финале.
Финал Олимпиады был последней игрой Объединённой команды — в дальнейших турнирах постсоветские государства выступали уже отдельными командами.

## Состав на Олимпиаде
| Номер | ФИО                | Игровая позиция        | Клуб            | Игр | Голов | Передач | Очков |
| ----- | ------------------ | ---------------------- | --------------- | --- | ----- | ------- | ----- |
| 1     | Андрей Трефилов    | вратарь                | Динамо          | 4   | -2    | 0       | 0     |
| 2     | Дмитрий Юшкевич    | защитник               | Динамо          | 8   | 1     | 2       | 3     |
| 3     | Игорь Кравчук      | защитник               | ЦСКА            | 8   | 3     | 2       | 5     |
| 4     | Владимир Малахов   | защитник               | ЦСКА            | 8   | 3     | 0       | 3     |
| 5     | Дмитрий Миронов    | защитник               | Крылья Советов  | 8   | 3     | 1       | 4     |
| 6     | Дарюс Каспарайтис  | защитник               | Динамо          | 8   | 0     | 2       | 2     |
| 7     | Сергей Баутин      | защитник               | Динамо          | 8   | 0     | 0       | 0     |
| 8     | Игорь Болдин       | центральный нападающий | Спартак         | 8   | 2     | 6       | 8     |
| 10    | Сергей Петренко    | левый нападающий       | Динамо          | 8   | 3     | 2       | 5     |
| 11    | Евгений Давыдов    | левый нападающий       | ЦСКА            | 8   | 3     | 3       | 6     |
| 12    | Николай Борщевский | правый нападающий      | Спартак         | 8   | 7     | 2       | 9     |
| 13    | Юрий Хмылёв        | левый нападающий       | Крылья Советов  | 8   | 4     | 6       | 10    |
| 14    | Алексей Ковалёв    | правый нападающий      | Динамо          | 8   | 1     | 2       | 3     |
| 15    | Андрей Хомутов     | правый нападающий      | Фрибур-Готтерон | 8   | 7     | 7       | 14    |
| 16    | Сергей Зубов       | защитник               | ЦСКА            | 8   | 0     | 1       | 1     |
| 20    | Михаил Шталенков   | вратарь                | Динамо          | 8   | -12   | 0       | 0     |
| 22    | Вячеслав Буцаев    | центральный нападающий | ЦСКА            | 8   | 1     | 1       | 2     |
| 23    | Алексей Житник     | защитник               | ЦСКА            | 8   | 1     | 0       | 1     |
| 24    | Виталий Прохоров   | левый нападающий       | Спартак         | 8   | 2     | 4       | 6     |
| 26    | Алексей Жамнов     | центральный нападающий | Динамо          | 8   | 0     | 3       | 3     |
| 27    | Вячеслав Быков     | центральный нападающий | Фрибур-Готтерон | 8   | 4     | 7       | 11    |
| 29    | Андрей Коваленко   | правый нападающий      | ЦСКА            | 8   | 1     | 1       | 2     |
| 30    | Николай Хабибулин  | вратарь                | ЦСКА            | 0   | 0     | 0       | 0     |

## Игры сборной СНГ
| Дата            | Город       | Соперник     | Счёт                | Турнир              | Стадия           |
| --------------- | ----------- | ------------ | ------------------- | ------------------- | ---------------- |
| 19 января 1992  | Фельдкирх   | Австрия      | 7:2 (2:1, 1:1, 4:0) | товарищеский матч   |                  |
| 22 января 1992  | Фрибур      | Канада       | 7:2 (4:1, 0:0, 3:1) | товарищеский матч   |                  |
| 25 января 1992  | Варесе      | Италия       | 4:2 (1:2, 2:0, 1:0) | товарищеский матч   |                  |
| 2 февраля 1992  | Рапперсвиль | Финляндия    | 6:3 (0:1, 4:2, 2:0) | товарищеский турнир | групповая стадия |
| 4 февраля 1992  | Фрибур      | Швейцария    | 0:3 (0:0, 0:2, 0:1) | товарищеский турнир | групповая стадия |
| 8 февраля 1992  | Мерибель    | Швейцария    | 8:1 (3:0, 3:0, 2:1) | Олимпийские игры    | групповая стадия |
| 10 февраля 1992 | Мерибель    | Норвегия     | 8:1 (3:0, 2:0, 3:1) | Олимпийские игры    | групповая стадия |
| 12 февраля 1992 | Мерибель    | Чехословакия | 3:4 (1:2, 1:0, 1:2) | Олимпийские игры    | групповая стадия |
| 14 февраля 1992 | Мерибель    | Франция      | 8:0 (2:0, 4:0, 2:0) | Олимпийские игры    | групповая стадия |
| 16 февраля 1992 | Мерибель    | Канада       | 5:4 (3:2, 1:0, 1:2) | Олимпийские игры    | групповая стадия |
| 19 февраля 1992 | Мерибель    | Финляндия    | 6:1 (2:1,2:0,2:0)   | Олимпийские игры    | Четвертьфинал    |
| 21 февраля 1992 | Мерибель    | США          | 5:2 (2:1, 0:1, 3:0) | Олимпийские игры    | Полуфинал        |
| 23 февраля 1992 | Мерибель    | Канада       | 3:1 (0:0,0:0,3:1)   | Олимпийские игры    | Финал            |